# Backofen
Ein Backofen ist ein beheizter Apparat zum Backen, Braten und Grillen von Lebensmitteln. Er findet Einsatz im Haushalt, im Handwerk sowie im industriellen Bereich. In Teilen Deutschlands und Österreichs wird der Backofen vereinzelt Backrohr, auch Backröhre oder nur Rohr bzw. Röhre genannt.

## Typologie
Grundsätzlich können Backöfen unterschieden werden nach der Art der / des
- Wärmeübertragung: Wärmestrahlung, Konvektion (Umluft)
- Beheizung: direkt oder indirekt
- Wärmeträgers: Luft, Rauchgas, Thermoöl, Wasser
- Energieträgers: Gas, Heizöl, Holz (Scheite, Hackschnitzel, Pellets), Kohle, Elektrizität
- sowie nach der Bauweise: Wagenofen, Etagenofen, Durchlaufofen, Reversierofen

## Geschichte

### Lehmbackofen

#### Bauweise
Das Fundament bilden in Sand gebettete große Feldsteine. Die Backfläche besteht aus Ziegelsteinen, die auf einer Sandschicht verlegt sind. Die Wölbung des Backraumes besteht aus Ziegeln und Lehm (Backofenlehm). Die Lehmwände bestehen aus Lehmziegeln, einer Mischung aus Lehm, Stroh und Wasser. Die Ofenwände sind an den meisten Stellen 0,30 m dick. Höhe des Ofens: innen 0,80 m, außen 1,10 m. Meistens besaßen die Öfen keinen Schornstein, sondern nur ein Loch im hinteren Backraum für den Abzug des Rauches. Der Ofen wurde durch ein großes Dach geschützt.

#### Heizen
In den Lehmbackofen wird ungefähr ein halber Raummeter gespaltenes Meterholz geschichtet. Der Abbrand dauert ca. sechs Stunden. Beheizt wird das Backhaus von hinten nach vorn, die Holzscheite werden also im vorderen Raum angezündet und dann nach hinten geschoben. Nach und nach werden die Holzscheite nun auf das Feuer gelegt und wieder nach vorne gezogen. Danach wird die Glut im Ofen noch einmal richtig verteilt. Nach 1 bis 1,5 Stunden wird die Glut aus dem Backofen entfernt. Um den Glutkratzer wird dann ein nasser Jutesack gewickelt und der Ofenboden damit ausgewischt, bis er sauber ist („Bäckerfahne“). Nachdem die Restglut entfernt worden ist, strahlen die Wände die gespeicherte Wärme auf das Backgut ab. Zur Kontrolle der Temperatur wurden Roggenähren in den Backraum gelegt. Verbrannten sie, war der Ofen zu heiß und musste mit einem nassen Sack auf die richtige Temperatur (ca. 240 °Celsius) gebracht werden. Wurden die Ähren jedoch schön braun, war die Temperatur gerade richtig, und der Brotteig konnte hineingeschoben werden.

#### Backen
Meistens wurde zuvor ein „Vorherkuchen“ gebacken. Dann kam der eigentliche Kuchen hinein, der nach fünf bis sieben Minuten fertig gebacken war. Es wurden verschiedene Kuchenarten gebacken: Butterkuchen, Apfelkuchen und die Luffen, eine Art Stuten. Anschließend schob man sofort 20 bis 40 Laibe Brot in den Ofen. Diese mussten etwa eine Stunde im Ofen bleiben. Das Brot bestand aus Mengkorn (Weizen und Roggen), Sauerteig, Salz und lauwarmem Wasser.
Je nach Art des Holzes, mit dem das Backhaus geheizt wurde, bekam das Brot eine weiche oder harte Kruste. Für gewöhnlich wurde mit Buchenholz geheizt, nahm man jedoch z. B. Weidenholz zum Heizen, bekam das Brot eine weichere Kruste.
Im Herbst wurde nach dem Brotbacken in dem noch warmen Ofen häufig Obst (Äpfel, Birnen und Pflaumen) getrocknet.

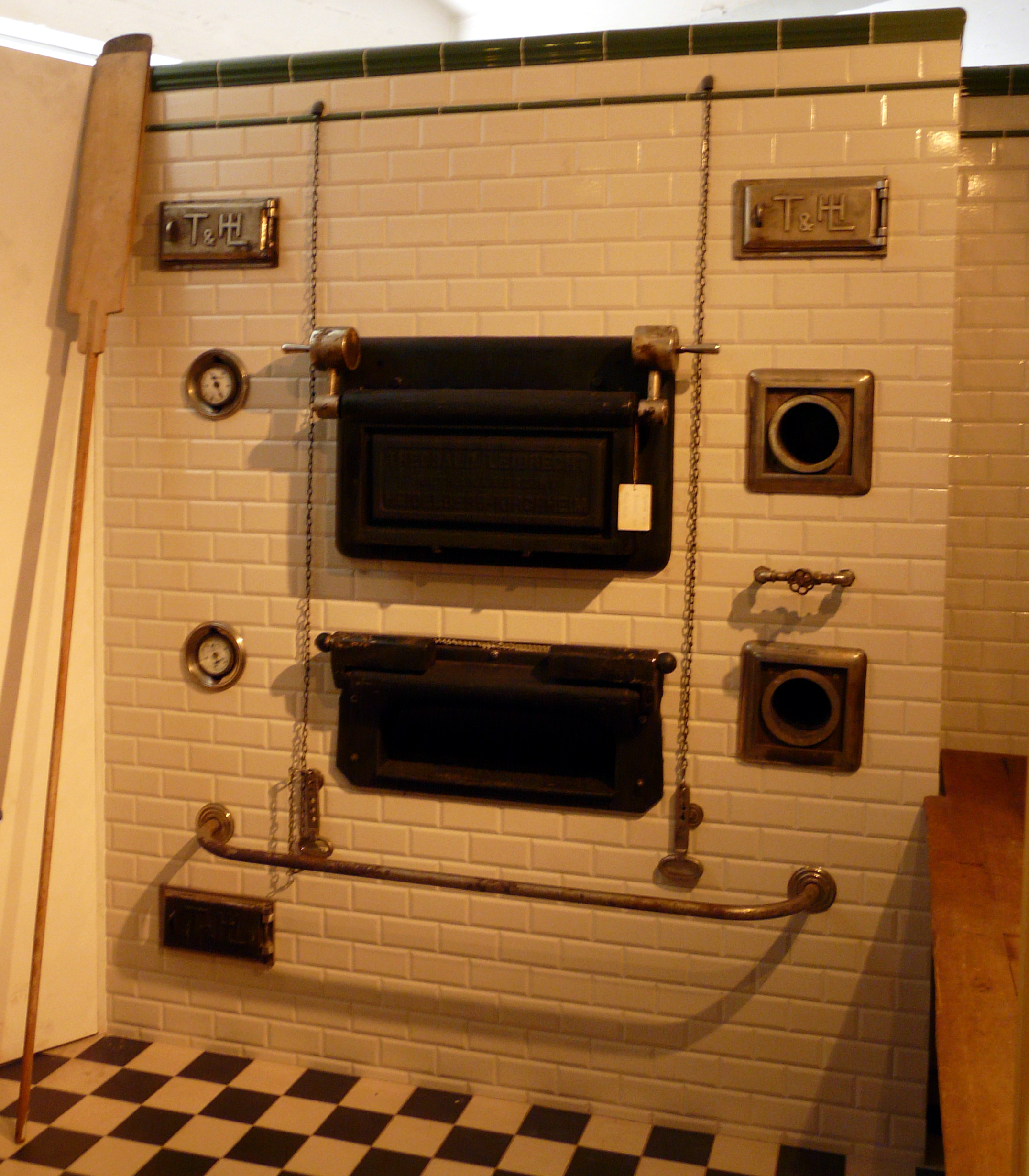
Gemauerter Backofen einer Bäckerei um 1920

Der Begriff „schieben“ heißt bei den Bäckern „schießen“ oder „einschießen“. Das geschieht mit dem Backschießer.
Feuerstätten und damit auch Backöfen waren im 18. Jahrhundert oft Ausgangspunkte von Brandursachen. Anordnungen unter Pfalzgraf Karl IV. aus dem Jahr 1772 dienten der Verhütung eines Brandes im Zusammenhang mit Feuerstätten. So durften keine Holzschornsteine mehr errichtet, keine hölzernen Schläuche mehr eingebaut werden, die den Rauch der Feuerstätte zum Kamin zu leiten hatten, wie es auch untersagt wurde, Ofenrohre zum Fenster hinauszuführen.

## Moderne Handwerksbacköfen
Moderne Backöfen werden charakterisiert durch ihre Backkammer, in der durch Wärmestrahlung, Konvektion und/oder Wärmeleitung die Wärmeenergie auf das Backgut übertragen wird. Beim Backen verdampft ein Teil des Teigwassers, der Teigling verliert so auf dem Weg zum fertigen Backprodukt einen Teil seiner Masse (sog. Ausbackverlust). Eine wesentliche Komponente eines modernen Backofens ist der Schwadenapparat, der bei Wasserzugabe Dampf erzeugt, welcher zu Beginn des Backprozesses in die Backkammer eingeleitet werden kann. Dieser Dampf kann auf der noch kalten Teiglingsoberfläche kondensieren und hält diese so für einen kurzen Zeitraum flexibel, so dass sich durch den gleichzeitig einsetzenden Ofentrieb ein entsprechendes Volumen ausbilden kann, ohne dass die Oberfläche ungewollt aufreißt. Außerdem dient der Dampf der Erzeugung einer glänzenden Oberfläche des Backgutes. Bäckereien in Frankreich und Italien arbeiten meist mit wenig, verzögertem oder ganz ohne Dampfschwaden, die entsprechenden Gebäckstücke wie z. B. Baguette oder Ciabatta werden (auch wegen etwaiger verwendeter Hartweizenmehle) dadurch knuspriger und erhalten ein rustikales Aussehen.
Die Gruppe der modernen Handwerksbacköfen lässt sich unterteilen in Stikkenöfen, Etagenöfen und Ladenbacköfen.

### Stikkenöfen
Stikkenöfen fallen unter die Kategorie der Wagenöfen. In einen auf Rollen laufenden Wagen (Stikken) werden übereinander Backbleche mit Teiglingen eingeschoben, so dass der Stikkenofen in einem Arbeitsgang be- und entladen werden kann. Stikkenöfen arbeiten nach dem Prinzip der Konvektion, d. h., es wird mit heißer Luft gebacken. Dazu wird mittels eines Ventilators die Backkammerluft angesaugt, über einen Wärmetauscher (mit großer Oberfläche) geleitet und aufgeheizt. Die erhitzte Luft wird über regulierbare Düsen in die Backkammer zurückgeführt und durchströmt den Stikkenwagen mit den Backblechen. Die Energie der heißen Luft wird dabei zum Teil an die Teiglinge abgegeben, es wird gebacken. Anschließend wird die Luft erneut erwärmt. Zum Erreichen einer besseren Gleichmäßigkeit kann der Stikkenwagen um seine vertikale Achse rotieren, er wird dazu entweder auf einen Drehteller gefahren oder aber durch einen obenliegenden drehenden Haken aufgenommen. Die Beheizung kann sowohl durch Gas- oder Ölbrenner als auch über elektrische Heizwiderstände erfolgen. Wesentliches Bauelement ist ein ausreichend dimensionierter Schwadenapparat (Dampferzeuger), dessen aufgeheizte thermische Masse mit Wasser besprüht werden kann, um so bei Backbeginn Dampf zu erzeugen. Ebenfalls von großer Bedeutung ist die Entschwadung, die den beim Backen entstehenden Dampf entsorgt und bei Bedarf „trockene“ Frischluft zuführt. Über die Backofensteuerung können die Backtemperatur, die Backzeit, die Schwadenmenge und die Entschwadung gesteuert werden. Die Steuerung ist heutzutage meistens elektronisch mit der Möglichkeit, Backprogramme abzuspeichern, um so vollautomatisch zu backen, ohne dass Eingriffe des Bäckers während des Backens erforderlich wären. Der Stikkenofen wird vornehmlich für Kleingebäcke eingesetzt. Wesentliche Vorteile sind die einfache und schnelle Be- und Entladung sowie die relative hohe Backfläche bezogen auf die Aufstellfläche. Nachteilig ist, dass bei Backbeginn die Teiglinge auf zunächst noch kalten Backblechen sitzen, so dass der Teiglingsboden nicht so gut gebacken wird, da die Unterhitze fehlt.

### Etagenöfen

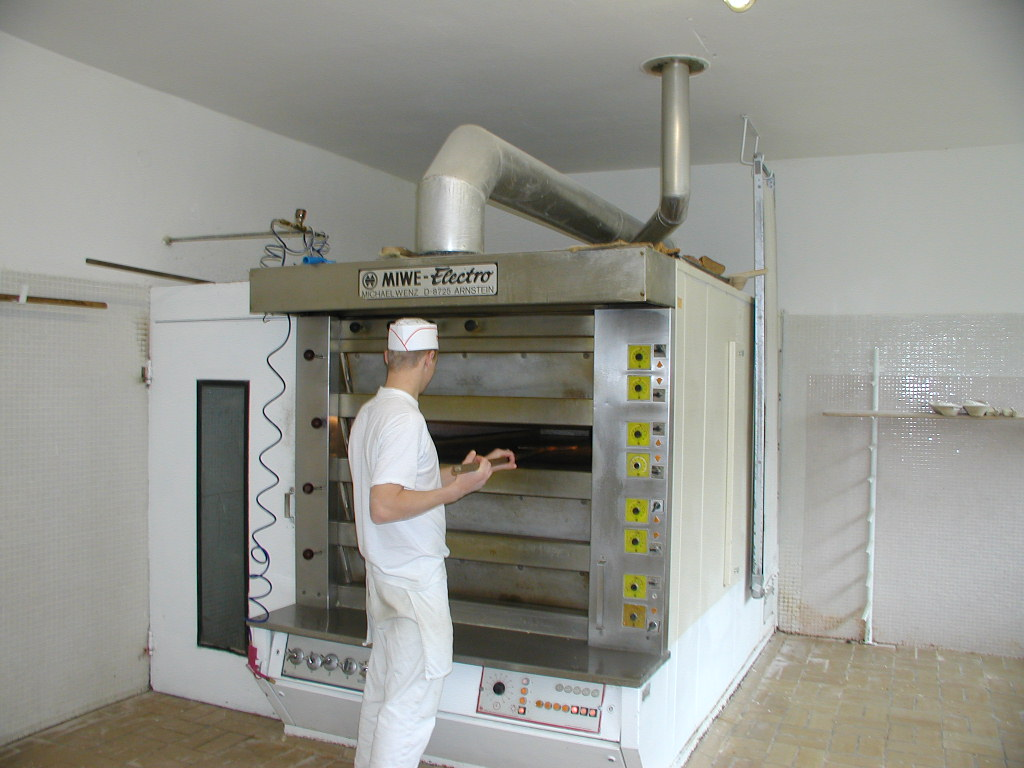
Etagenofen in einer Backstube. Links daneben der Gärschrank

Der Etagenofen ist der klassische handwerkliche Backofen zur Brotherstellung, der als Nachfolger des Holzbackofens betrachtet werden kann. Er besteht aus mehreren übereinander liegenden Backkammern mit durch die Backkammertür verschließbaren Öffnungen zur Beschickung und meist aus Natur- oder Kunststein bestehenden Herdplatten zur Aufnahme des Backgutes. Die Wärme wird vornehmlich durch Strahlung auf das Backgut übertragen (rundum) sowie zusätzlich durch Wärmeleitung (von unten). Dazu wird die Backkammer sowohl von oben als auch von unten entweder direkt (z. B. durch elektrische Heizwiderstände) oder indirekt über einen Wärmeträger (z. B. Rauchgas, Wasser/Dampf, Thermoöl) beheizt. Den Backkammern zugeordnet ist jeweils ein eigener Schwadenapparat (siehe Stikkenofen), der über den Wärmeträger mit aufgeheizt wird, sowie eine eigene Entschwadung (Schwadenschieber). Beim elektrisch beheizten Etagenofen kann die Backtemperatur in jeder Backkammer über Ober- und Unterhitze getrennt gesteuert werden. Bei den indirekt beheizten Etagenöfen haben normalerweise alle Backkammern die gleiche Temperatur, es können aber auch, durch separate Kanäle des Wärmeträgers, Backkammern zu Gruppen zusammengefasst werden, die dann jeweils eine eigene und bedingt steuerbare Temperatur aufweisen. Auch bei den Etagenöfen setzen sich immer mehr elektronische Steuerungen durch, auch wenn die Nutzung von Backprogrammen wegen der einheitlichen Temperatur für die Backkammern nur eingeschränkt möglich ist und nur die Backzeit, die Schwadengabe und die Entschwadung backkammerbezogen gesteuert werden können. Die Öfen können über Tuchabzieher (Schießer) für freigeschobene Backwaren oder über Backbleche beschickt werden. Das ist relativ aufwendig und wird zunehmend durch Beschickungshilfen (halb- oder vollautomatisch) unterstützt. Es besteht auch die Möglichkeit, sog. Auszüge zu verwenden, bei denen die gesamte Backfläche herausgezogen und so be- und entladen werden kann.

### Ladenbacköfen
Um ständig frische Backprodukte anbieten zu können, werden in Bäckereifilialen immer mehr Ladenbacköfen verwendet, die abhängig von den verwendeten Teiglingen (frisch, ungegart gefrostet, gegart gefrostet, gärverzögert oder halbgebacken) vom einfachen Aufwärmgerät bis hin zum vollwertigen Backofen als Heißluft- oder als Etagenbackofen zum Einsatz kommen. Beschickt wird mit Backblechen. Die Steuerungen sind voll programmierbar, aber einfach zu bedienen, da zumeist kein ausgebildeter Bäcker, sondern das Verkaufspersonal die Öfen bedient.

## Industrielle Backöfen
Aufgrund des Kostendrucks wird auch in der Backbranche versucht, die Herstellkosten zu reduzieren. Da Materialkosten ohne Absenkung der Qualität nur über erhöhte Abnahmemengen vermindert werden können, ist Hauptansatz die Reduzierung der Fertigungskosten durch immer weitergehende Automatisierung (z. B. Semmelstraßen). Schon lange im Einsatz sind daher im industriellen Bereich die Tunnelöfen, einherdige und sehr lange Etagenbacköfen, die anstatt der Herdplatte ein kontinuierlich oder in Schritten angetriebenes Netzband besitzen, auf denen die Teiglinge durch den Backofen wandern und dabei gebacken werden. Aus der Backofenlänge und der Geschwindigkeit ergibt sich die Backzeit. Als Wärmeträger kommen Rauchgas, Thermoöl sowie Wasser bzw. Dampf zum Einsatz. Der Schwaden kommt meist von einem separat beheizten Dampferzeuger. Um die Abdrücke des Netzbandes an der Brotunterseite zu vermeiden, können auch Scharnierplattenbänder oder streifenförmige Steinplatten zum Einsatz kommen. Aus Platzgründen und um die Flexibilität zu erhöhen, wurden auch mehrherdige Durchlaufbacköfen entwickelt. Hier werden dann vor und nach dem Backofen Be- und Entlader benötigt, die vertikal verfahren und die Teiglinge bzw. das gebackene Brot den einzelnen Etagen zu- bzw. abführen.
Die Herstellung in Brotfabriken ist weitgehend vollautomatisiert, abgesehen von der chargenweisen Teigherstellung ist der gesamte Herstellungsprozess kontinuierlich und funktioniert mit Fließbändern.

## Haushaltsbacköfen

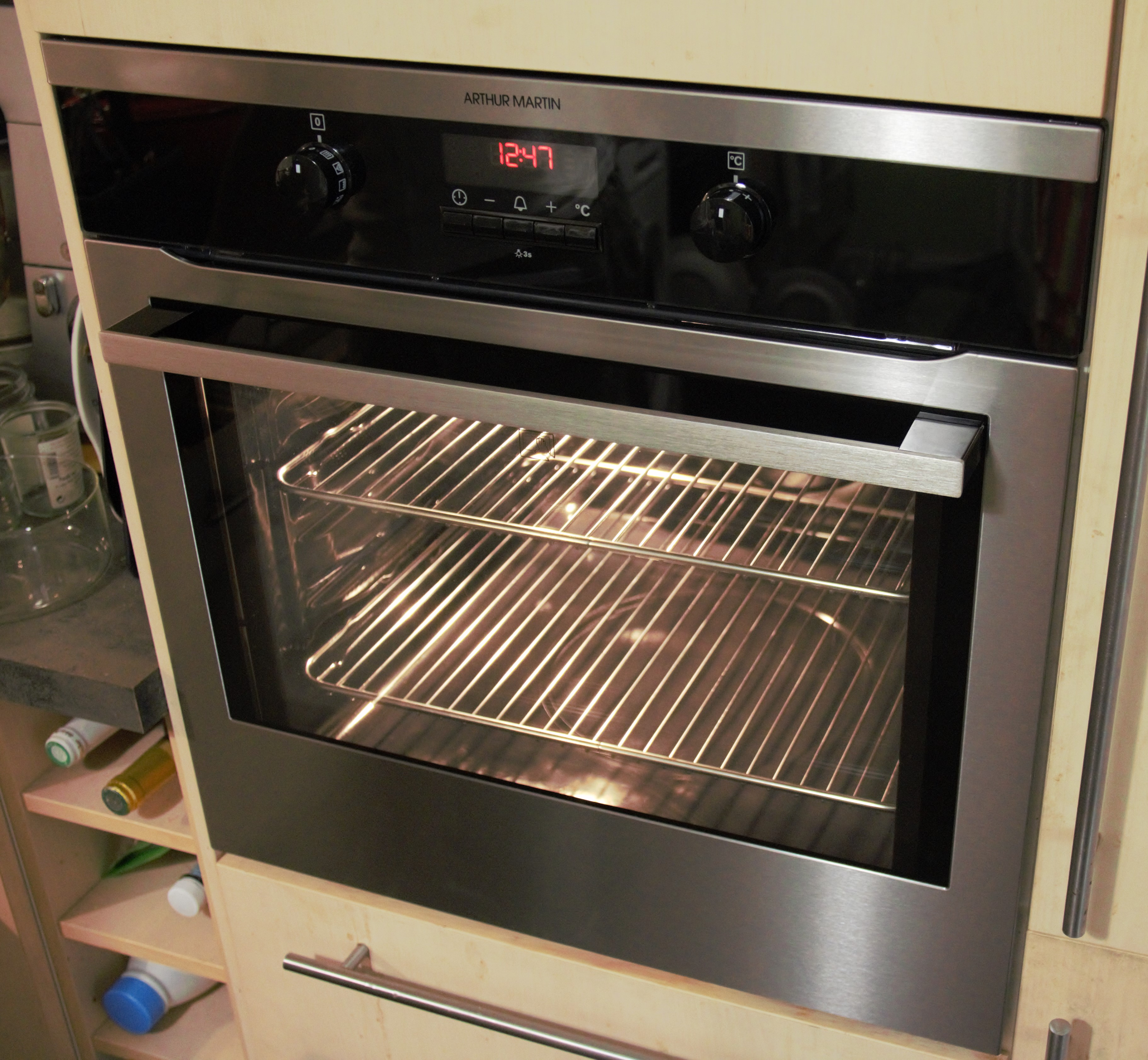
Elektrischer Backofen mit Warmhalte-Schublade

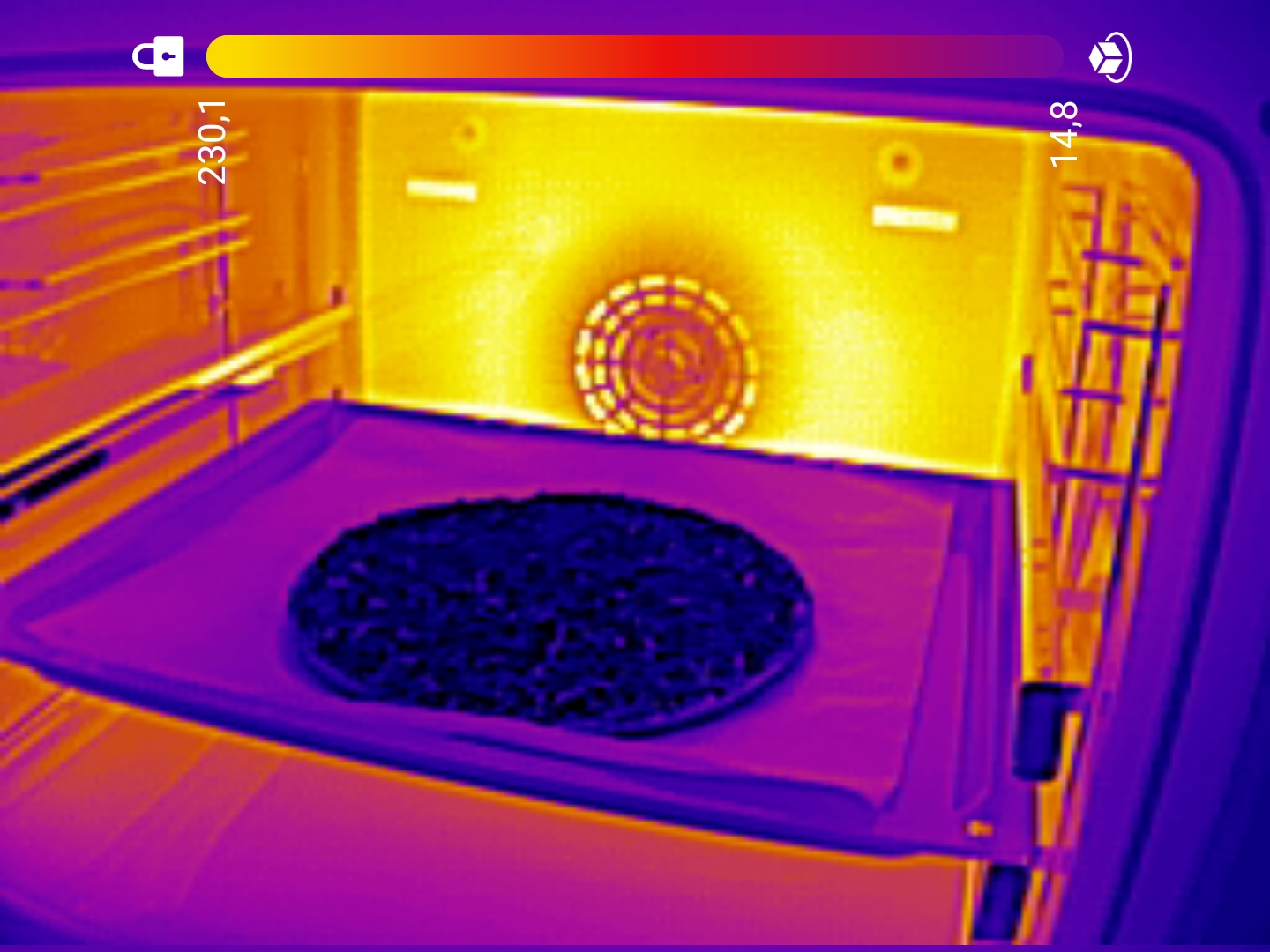
Bild einer Wärmebildkamera eines geöffneten Backofens mit einer Tiefkühlpizza auf dem Backblech

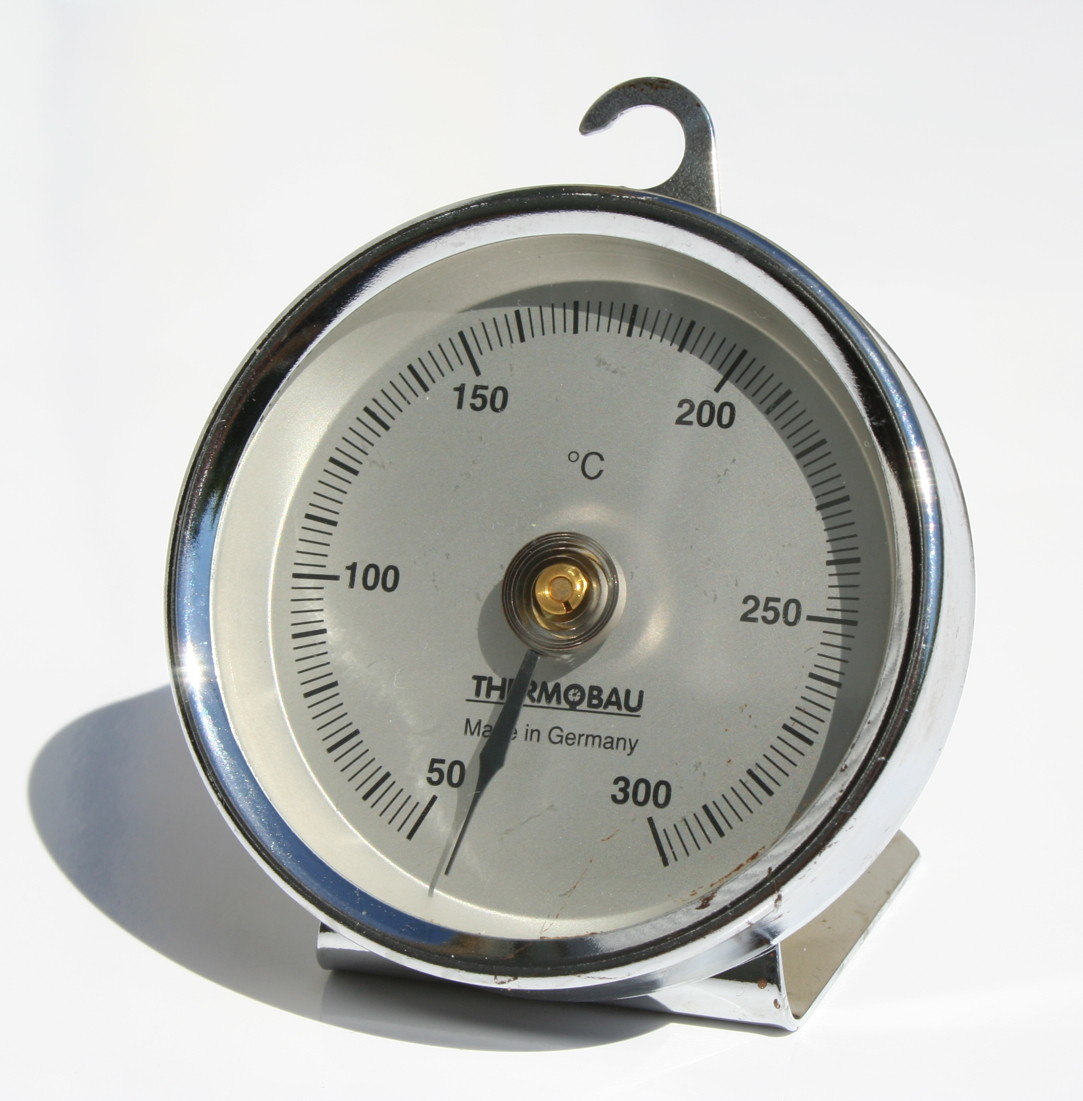
Backofenthermometer zum Aufstellen oder Aufhängen

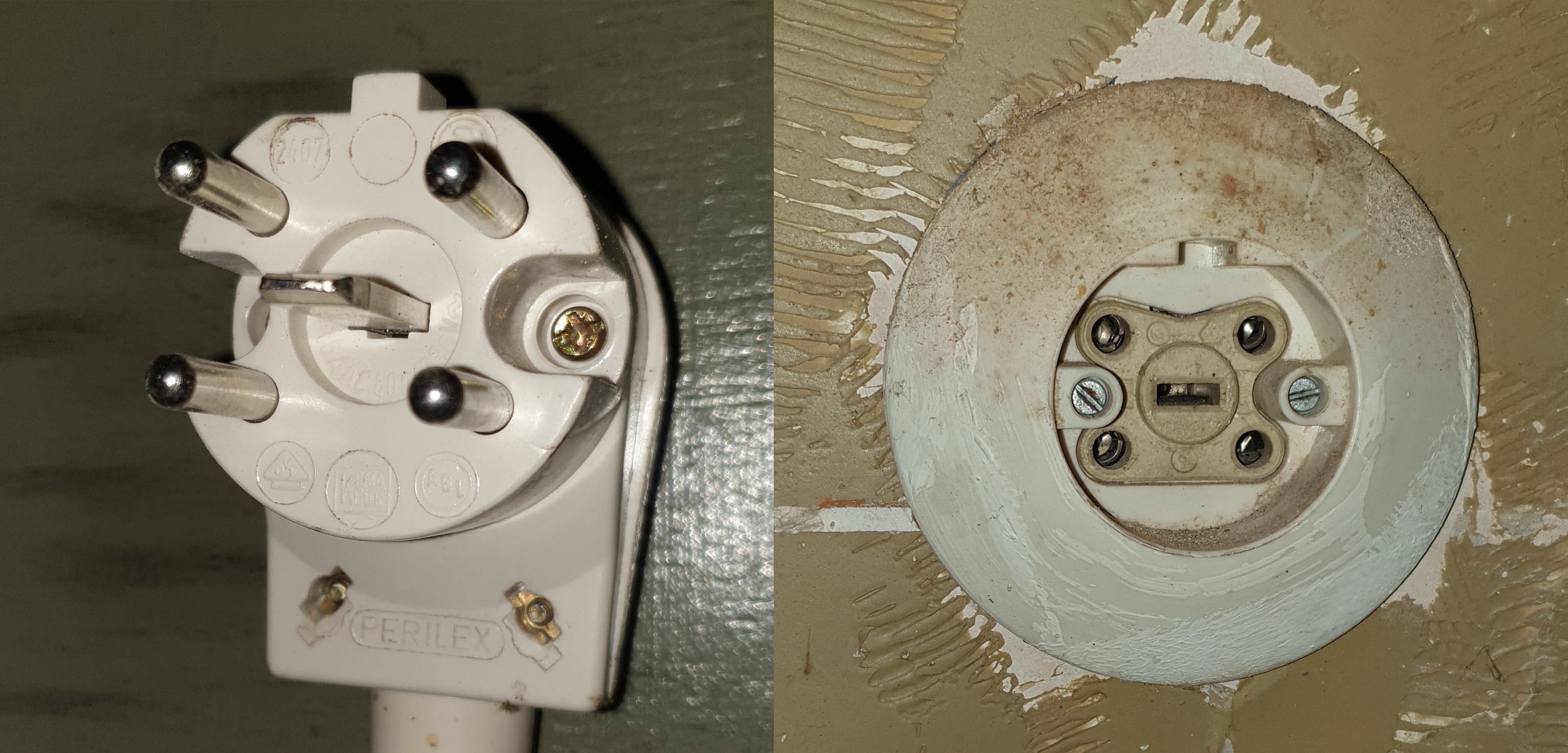
Stecker und Steckdose zur Stromversorgung eines Backofens bzw. Kochherdes

Fast jede moderne Küche besitzt einen Backofen, dessen wärmeisolierter Innenraum meist mit Elektrizität (Leistung 3,5 kW bis 4,5 kW) oder Gas beheizt wird. Je nach Bauart kann ein Backofen auf eine oder mehrere Arten betrieben werden.
Einbaubacköfen sind nach der europäischen Norm DIN EN 1116 „Koordinationsmaße für Küchenmöbel und Geräte“ standardmäßig 60 cm hoch und breit, Backöfen nach der Schweizer SMS-Norm für den Untereinbau sind für 55 cm Nischenbreite ausgelegt und mit Einschubschublade üblicherweise 76,2 cm hoch.
Unter den meisten Standardöfen befindet sich eine Schublade, diese wird meist für das Verwahren von Backblechen oder weiterem Zubehör verwendet.
Bei manchen Backöfen ist diese Schublade für das Anwärmen von Geschirr und das Warmhalten von Gerichten geeignet.

### Heizmethoden
Werden Decke und Boden des Innenraums durch Heizspiralen beheizt, so spricht man von Ober- und Unterhitze. Bei fast allen Backöfen sind Decke und Boden getrennt voneinander schaltbar, dementsprechend heißt es Oberhitze oder Unterhitze. Die Wärme wird dabei durch Wärmestrahlung von oben und/oder unten auf das Backgut übertragen. Bei einem Backofen mit Grill strahlt eine an der Decke montierte unverdeckte Heizwendel intensiv auf den Innenraum herunter, um eine intensive Bräunung des Grillguts zu erreichen. Bei einigen Geräten lässt sich dabei auch der Umluftbetrieb zuschalten, um eine schnellere Garung zu erreichen.
Im Umluftofen wird durch einen Ventilator im Innern des Backofens die erhitzte Luft schneller und gleichmäßiger verteilt. So können mehrere Ebenen / Backbleche gleichzeitig genutzt werden. Die Temperatur kann im Vergleich zu Backöfen mit konventioneller Beheizung um 20 °C bis 30 °C niedriger eingestellt werden, da durch die bewegte Luft die Wärmeübertragung effizienter ist.
Ein Heißluftofen besitzt wie ein Umluftofen einen Ventilator, um den ein Ringheizkörper angebracht ist. So wird die Luft direkt nach Austritt aus dem Ventilator erhitzt (die Heißluft) und im Herd umgewälzt. Eine noch gleichmäßigere Hitzeverteilung kann durch periodische Umkehrung der Ventilatordrehrichtung (z. B. alle 1 oder 2 Minuten) erreicht werden.
Zu unterscheiden sind zwei technische Varianten:
- Heizstab / Heizspirale und Lüfter sind innerhalb des Garraumes. Sie eignet sich wegen der hohen Oberflächenhitze nur bedingt zum Backen oder für Aufläufe.
- Heizstab / Heizspirale und Lüfter sind außerhalb des Garraumes (größere Einbautiefe, da auf der Geräterückseite angebracht). Diese technische Variante liefert die Hitze gleichmäßig in den Garraum.

### Bestückung
Bestückt wird der Backofen von vorne über eine Fronttür oder eine Frontschublade. Backbleche und Roste werden entweder klassischerweise an den Innenseiten des Ofens in Einschubführungen angebracht, mit Teleskopschienenführung in den Ofen geschoben oder bei Befestigung an der Schublade mit dem gesamten Backwagen in den Backofen geschoben. Bei modernen Backöfen werden Bleche und Roste oft mit Teleskopschienenführungen ausgerüstet und so als Teleskopauszüge ausgeführt. Der erste Backofen mit einer solchen kugelgelagerten Teleskopführung wurde von Neff unter dem Namen Clou 1987 / 1988 auf den Markt gebracht. Bei Ausrüstung des Ofens mit Backwagen werden die Bleche und Roste an der vorderen Seite der Schublade eingehakt und mit der gesamten Lade in den Ofen geschoben.

### Selbstreinigung
Die meisten neueren Backofenmodelle verfügen über eine „Pyrolyse“ genannte Selbstreinigungsfunktion. Diese funktioniert ausschließlich durch Hitze, welche bis zu 600 °C betragen kann: Der Innenraum des Ofens wird ausgebrannt, der Schmutz wird dabei karbonisiert, so dass er entweder von selbst abfällt oder sich leicht entfernen lässt; dieser Vorgang ist relativ energieaufwendig. Diese Asche kann man im Anschluss (frühestens nach Abkühlen des Garraumes) leicht mit einem feuchten Schwamm auswischen. Vor der pyrolytischen Selbstreinigung müssen alle im Backofen liegenden Teleskopauszüge entfernt werden, da sonst während der Reinigung auch die Fette bzw. Schmiermittel der kleinen Kugellager verbrannt werden.
Diese Technik ist ebenfalls beliebt bei der Reinigung von Grillrosten. Wenn das Grillfeuer die größte Hitze erreicht hat, legt man den Rost für mehrere Minuten übers oder direkt ins Feuer und entfernt danach leichter den Schmutz.

#### Vor- und Nachteile der pyrolytischen Selbstreinigung

##### Vorteile
- Die pyrolytische Selbstreinigung spart Mühe und Zeit und den Einsatz chemischer Backofensprays.
- Nach der Reinigung bleibt nur Asche übrig, die leicht mit einem feuchten Tuch entfernt werden kann.

##### Nachteile
- Die pyrolytische Reinigung erfordert sehr hohe Temperaturen. Die Reinigung ist je nach Ofenmodell mit einer Dauer von einer bis drei Stunden recht energieintensiv.
- Geräte mit Pyrolyse-Funktion sind teurer als solche mit katalytischer Selbstreinigung.

### Backofenlampen

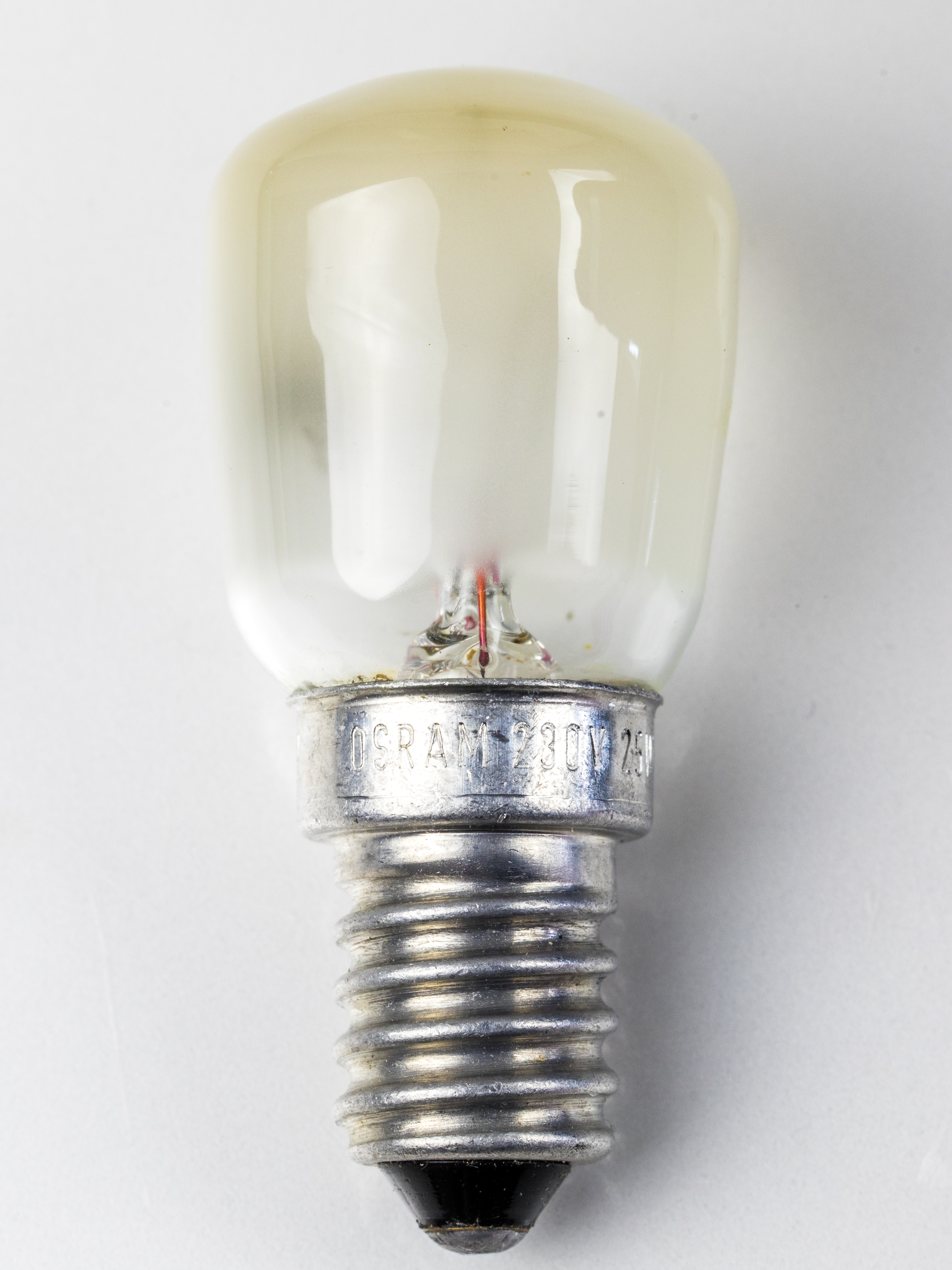
Backofen-Glühlampe

Backofenlampen sind Spezialleuchtmittel, da sie Temperaturen von 300 °C und mehr dauerhaft widerstehen müssen. Temperaturbereich und die Größe und Form des Glaskörpers sind von größerer Bedeutung als bei Glühlampen für die Allgemeinbeleuchtung.